# Bransoletka żelowa

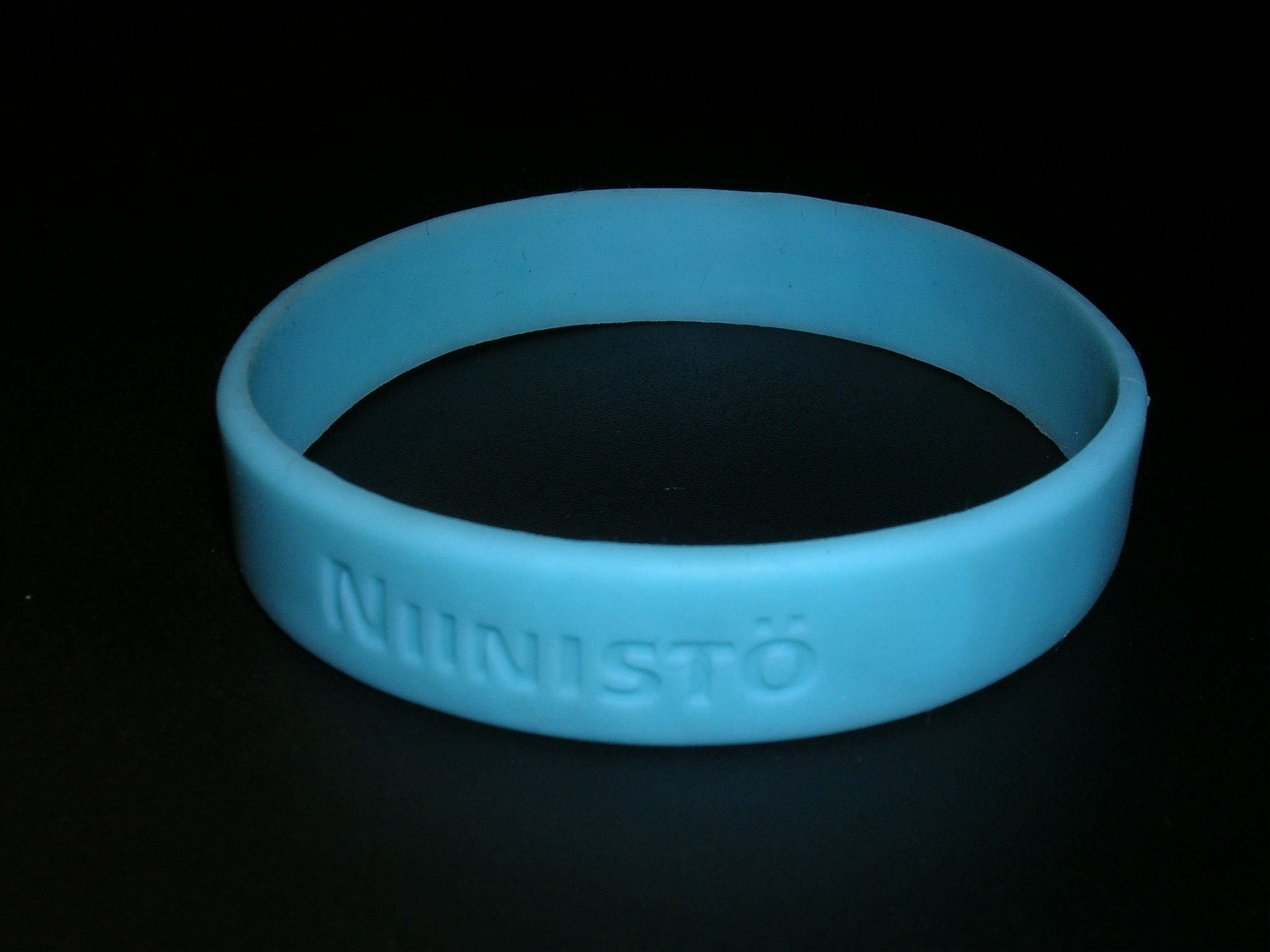
Jedna z wielu bransoletek żelowych

Bransoletka żelowa (ang. gel bracelet lub jelly bracelet) – rodzaj taniej biżuterii wykonanej z tworzywa sztucznego, przeznaczonej do noszenia na nadgarstku.
Bransoletki żelowe stały się popularne w Ameryce i Europie Zachodniej począwszy od lat 80. XX wieku. Produkowane są w szerokiej gamie kolorów. Noszący je identyfikują się z konkretnymi organizacjami i kampaniami np. charytatywnymi lub politycznymi.

## Historia
Pierwszy raz bransoletki żelowe użyte były w kampanii Live Strong (pol. Żyj Mocno) prowadzonej przez fundację amerykańskiego kolarza Lance Armstronga. Wybrany przez autorów kampanii kolor bransoletki - żółty – miał być nawiązaniem do koloru koszulki sportowca w czasie Tour de France. W popularyzację bransoletek Livestrong w maju 2004 zaangażował się koncern Nike – tzw. Yellow Livestrong wristband. Celem kampanii było wsparcie badań mających na celu walkę z rakiem.

## Miejska legenda
Ze względu na wzrost popularności bransoletek żelowych w roku 2003, stały się one przedmiotem miejskiej legendy, która widziała w nich bransoletki erotyczne. Ich popularność miała być wiązana z rolą jaką odgrywały w swego rodzaju grze erotycznej. Jak powiadano, dziewczyny noszące bransoletki żelowe, miały zgadzać się na gry zmysłowe z kimś, komu udało się zdjąć je z ich ręki. Typ przyzwolenia na lubieżne zachowanie miał zależeć od koloru bransoletki, od przyjacielskiego uścisku, poprzez pocałunek, aż po rzeczywiste stosunki płciowe. W październiku 2003 pogłoski były na tyle rozpowszechnione w Gainesville na Florydzie, iż dyrektor Alachua Elementary School zabronił ich noszenia. Podobne decyzje podjęli dyrektorzy innych szkół. Zaobserwowano swego rodzaju moralną panikę. Z powodu miejskiej legendy bransoletki żelowe są przez niektórych Amerykanów nazywane sex bransoletkami.